# Гилман (Висконсин)
Гилман (енгл. Gilman) град је у америчкој савезној држави Висконсин.

## Демографија
По попису из 2010. године број становника је 410, што је 64 (-13,5%) становника мање него 2000. године.
| Група             | 2000.       | 2010.       |
| Белци             | 463 (97,7%) | 407 (99,3%) |
| Афроамериканци    | 0 (0,0%)    | 0 (0,0%)    |
| Азијати           | 2 (0,4%)    | 0 (0,0%)    |
| Хиспаноамериканци | 8 (1,7%)    | 2 (0,5%)    |
| Укупно            | 474         | 410         |